# Hunting Unlimited
Hunting Unlimited ist eine von SCS Software entwickelte Computerspiel-Reihe, einer Jagdsimulation. Man spielt einen Jäger der in verschiedenen Gebieten (Rocky Mountains, Bayerischer Wald, Serengeti etc.) auf die Pirsch geht.

## Spielprinzip
Es gibt 3 verschiedene Modi: Herausforderung (Challenge), Freie Jagd (Free Hunt) und Turniere (Tournaments). In jedem Modus geht es darum, bestimmte oder unbestimmte Tierarten via Jagdtechniken und -werkzeugen zu finden und zu erlegen. Gespielt wird im Ego-Shootermodus. Vor jeder Jagd sucht man sich die am besten geeigneten Waffen und Werkzeuge (Anlockpfeifen, portable Jägerstände etc.) aus.

## Serie
- Hunting Unlimited
- Hunting Unlimited 2
- Hunting Unlimited 3
- Hunting Unlimited 4
- Hunting Unlimited 2008
- Hunting Unlimited 2009
- Hunting Unlimited 2010
- Hunting Unlimited 2011